# Quattro momenti su tutto il nulla
(Carmelo Bene, Quattro momenti su tutto il nulla, Il Linguaggio)
Quattro momenti su tutto il nulla è una serie di quattro puntate televisive ideate, interpretate e dirette da Carmelo Bene, registrate per la Rai nel maggio del 2001. Esse riassumono decisivamente il pensiero, o meglio, il non-pensiero, il modo di considerare l'arte in generale, il teatro, e quant'altro, dell'autore. Le puntate, o meglio, i quattro momenti sono altrettante lezioni impartite in forma quasi confidenziale e colloquiale, con diversi insert tratti dalle sue opere teatrali, ed aventi i seguenti titoli indicativi:
1° momento - Il linguaggio
2° momento - La Conoscenza / Coscienza
3° momento - L'Eros
4° momento - L'Arte
Durante questi quattro momenti vi è totale assenza di effetti speciali e cambi d'inquadratura.